# Best of Saxon
Best of Saxon – piąty album kompilacyjny heavymetalowego zespołu Saxon wydany w 1991 roku przez wytwórnię EMI.

## Lista utworów
1. „The Eagle Has Landed” – 6:57
2. „Ride like the Wind” – 4:29
3. „Crusader” – 6:34
4. „Rainbow Theme / Frozen Rainbow” – 5:37
5. „Midas Touch” – 4:12
6. „Denim and Leather” – 5:24
7. „Broken Heroes” – 5:25
8. „Dallas 1 P.M.” – 6:27
9. „747 (Strangers in the Night) (live)” – 4:39
10. „Princess of the Night (live)” – 4:14